# برنارد نوفاك
برنارد نوفاك (بالإنجليزية: Bernard Novak)‏ هو سياسي أمريكي، ولد في 3 أغسطس 1919 في دوكيوسن في الولايات المتحدة، وتوفي في 11 مارس 2010 في الولايات المتحدة. حزبياً، نشط في الحزب الديمقراطي. وقد انتخب عضو مجلس نواب بنسيلفانيا.